# Reinhold Trampler
Reinhold Trampler (* 26. Juli 1877; † 21. Dezember 1964) war ein österreichischer Fechter.

## Erfolge
Reinhold Trampler nahm an Olympischen Spielen 1912 in Stockholm in zwei Wettbewerben teil. Im Einzel des Florettfechtens schied er in der ersten Runde aus, mit der Säbel-Mannschaft erreichte er dagegen die Finalrunde. Dort musste sich die Mannschaft lediglich der ungarischen Equipe geschlagen geben und gewann Silber.